# Компанија (Бекство из затвора)
Компанија (енгл. The Company) измишљена је тајна организација приказана у америчкој ТВ серију Бекство из затвора. То је по свет опасна мултинационална група позната већином само онима који раде за њих (са изузетком свих који им се директно супротставе). Њен утицај и моћ протежу се чак до Беле куће, утичући на скоро сваку одлуку коју држава доноси. Главни циљ криминалне групације је да задржи контролу над економијом прво своје земље, а после тога да уништава и друге земље како би дошла у стање када ће моћи да контролише цели свет. То јој, наравно, није пошло за руком.
Компанија је имала утицај над многим агенцијама владе САД, нарочито над тајним и полицијским службама. Са Керолајн Рејнолдс, бившом потпредседницом САД у њиховој власти, Компанија је држала под контролом владино управљање у законском предлогу о енергији и према томе економији земље.
Компанија и њени оперативци су у много прилика показали потпуно одсуство разума и интереса за људе и невине људске животе.

## Организација
Њена очајничка потреба да стекне контролу над економијом земље ће се завршити у незаконитим радњама кроз фирму брата Керолине Рејнолдса, Екофилд. Када је преко једног од од њихових запослених у јавност процурила информација о Екофилду, Компанија се невероватно трудила да га ухвати. Тај човек је био Алдо Бероуз. Да би га извели на чисто и ухватили, Компанија је смислила заверу и искористила моћ Керолин Рејнолдса као потпредседница да осуди његовог сина, Линколна Бероуза за убиство Теренса Стедмена и тако смести невином Линколну. Компанија је применила изненађујуће опуштен прилаз у бављењу завером око Стедменове смрти и више су волели да се што је мање могуће мешају и да дозволе Рејнолдс и њеним агентима да се побрину за то. Рејнолдс је их у почетку чак није но обавестила о опасности коју представља Вероника Донован (адвокат Линколна). Тек кад њен човек није успео да обави посао она их је упознала са тим. Међутим, када су се једном упознали са проблемом, Компанија је почела да преузима операцију у своје руке. Саманта Бринкер, Компанијина веза са Рејнолдсовом, је ускоро била присутна на свим састанцима у вези са операцијом завере и чим је Линколн бероуз побегао из Фокс ривера, Компанијини опаки оперативци су потпуно преузели контролу. Керолин Рејнолдс нису више одржавали у току са дешавањима и речено јој је да се бави другим стварима, пошто су чак и њени људи сада директно одговарали Компанији.
Компанија се све више бринула са шансе Керолине Рејнолдса да победи на председничким изборима пошто је њена подршка почела да опада у анкетама. Пошто је Рејнолдс изгубила поверење председника Ричарда Милса и подршку за кључни законски предлог о енергији, Комапнија је одлучила да је искључи и саветовала јој да одустане од трке, или ће они морати да је натерају да то уради. Они су били веома изненађени када је Рејнолдс наредила председниково убиство убрзо после тога (прикривајући га као инфаркт), а онда полагала заклетву као следећи председник САД. Иако је овај одлучан чин наизглед поправио њену моћ и самосталност против Компаније, они су јој још увек били потребни да победи на предстојећим изборима и остане у кабинету. И тако је Рејнолдс наставила да прати њихова наређења пошто је постала председник.
Компанија је преузела директну улогу у лову над осам бегунаца из Фокс ривера (Линколн, Мајкл, Ти-Бег, Сукре, Абруци, Струја, Стотка и Твинер) и одредила је Била Кима да предводи ове напоре. Ким је у директној вези са Специјалном агентом ФБИ-а Александра Махоуна, вођом у лову на бегунце. Махоуна уцењују Ким и Компанија и он има тајне наредбе да убије све бегунце. Кимова улога је такође у томе да искљући Рејнолдс из свега у вези са Линколном Бероузом, а он је и слуга Пола Келермана, агента тајне службе. У очима Компаније Келерман је био нерешено питање, био је опасан и није био одан, а дозвољавали суму да оде једино ако био остао користан. Одвајање њега од Рејнолдса је био први корак у његовом евентуалном елиминисању и мистериозни Пед Мен, очигледни вођа Комапније, ће касније наредити Кима да „пензионисе“ Келермана. Овај план ће им се страшно обити о главу када Келерман, свестан предстојеће издање, убије оног ко је требало њега да убије и уздржи се са Мајкелом и Линколном у нади да ће уништити Комапнију и председницу Рејнолдс.
Када је Мајкл успешно уценио председницу Рејнолдс да укине пресуду на њега и његовог брата са траком која открива инцестуозну везу са њеним братом, Ким јој је рекао управо пре конференције за штампу да би Компанија могла да открије њене тајне, исто тако лако као и Мајкл. Као последица тога, председница Рејнолдс је објавила да има злочудан облик рака због чега ће морати да да оставку и одустане од трке.
Способност Макла Скофилда да побегне из затвора са максималним обезбеђењем, као и могућност да избегне јавне власти с времена на време, изгледа да су придобила интерес организације. Они су га навели да помогне при бекству још једном затворенику из затвора Сона у Панами, што чини главну радњу треће сезоне серије. Они су веома заинтересовани за човека по имену Џејмс Вистлер и зато одређују једног оперативца, Гретхен Морган да отме Ел Џеја, сина Линколна у замену за то да Скофилд помогне Вистлеру да побегне из Соне. Да би осигурала ово, Саманта Бринкер се веома намучила да убије Сару Танкредија, лично јој одрубивши главу, чиме је показала браћи Бероуза да она и Компанија мисле озбиљно.